# Breznik (obchtina)
Pour les articles homonymes, voir Breznik (homonymie).
Bréznik (bulgare : Брезник) est une municipalité de l'oblast de Pernik en Bulgarie. Son chef-lieu est la ville de Breznik.

## Administration
La municipalité de Breznik est composée de 35 localités (1 ville et 34 villages):
| Arzan (Арзан) · Babitsa (Бабица) · Banichté (Банище) · Bégounovtsi (Бегуновци) · Bilintsi (Билинци) · Breznik (Брезник) · Bréznichki izvor (Брезнишки извор) · Brousnik (Брусник) · Dolna Sékirna (Долна Секирна) · Dolni Romantsi (Долни Романци) · Douchintsi (Душинци) · Grlo (Гърло) · Guiguintsi (Гигинци) · Gorna Sékirna (Горна Секирна) · Gorni Romantsi (Горни Романци) · Goz (Гоз) · Kocharevo (Кошарево) · Konska (Конска) · Krasava (Красава) · Krivonos (Кривонос) · Mourtintsi (Муртинци) · Népraznéntsi (Непразненци) · Noévtsi (Ноевци) · Ozarnovtsi (Озърновци) · Rajavéts (Ръжавец) · Rébro (Ребро) · Réjeantsi (Режанци) · Sadovik (Садовик) · Slakovtsi (Слаковци) · Sopitsa (Сопица) · Stanyovtsi (Станьовци) · Velkovtsi (Велковци) · Vidritsa (Видрица) · Yaroslavtsi (Ярославци) · Zavala (Завала) |

Les maires de la commune ont été :
- Hristo Milenkov ( - 2011)
- Vassil Ouzounov (2011-2023)

## Galerie

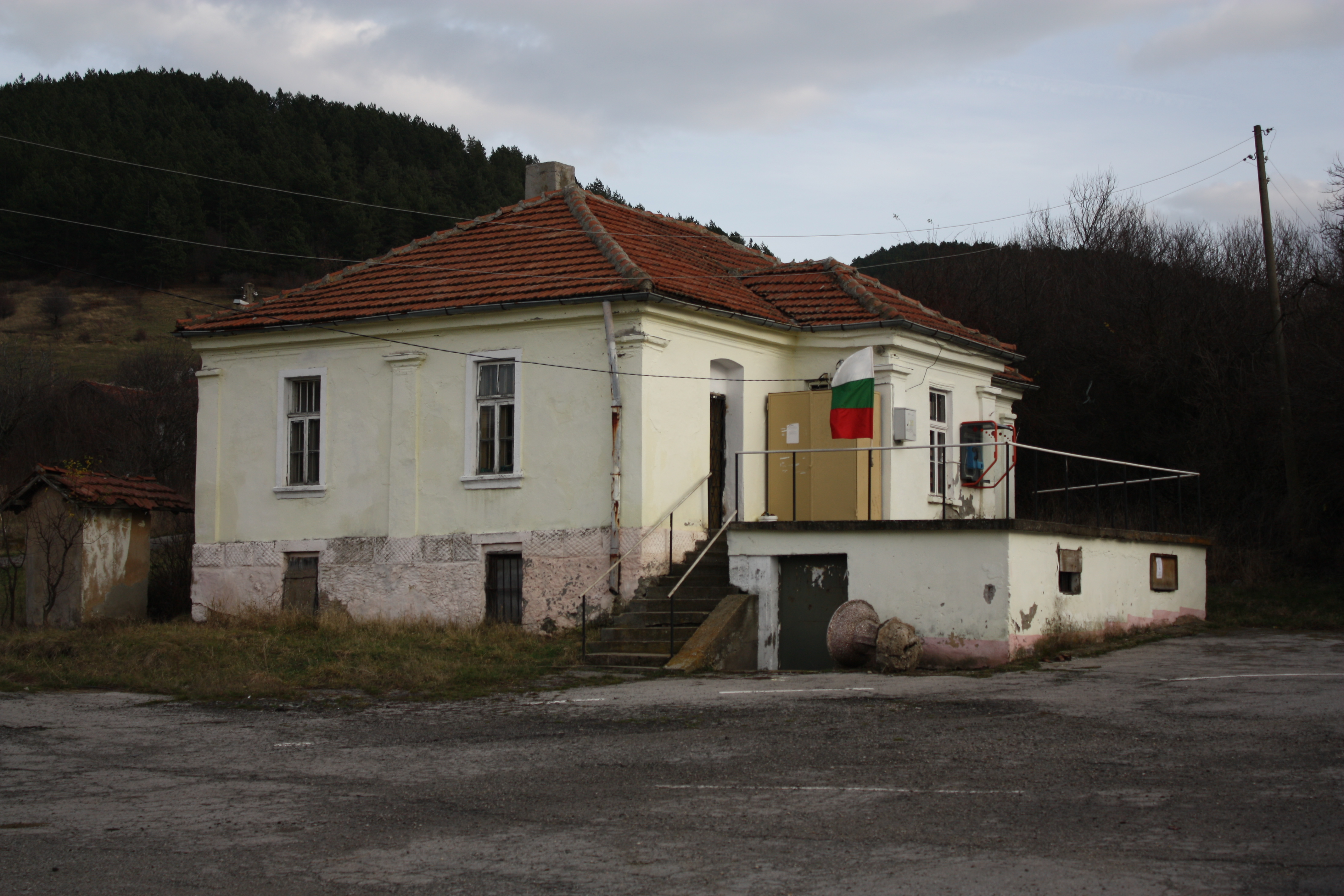
Babitsa : la mairie
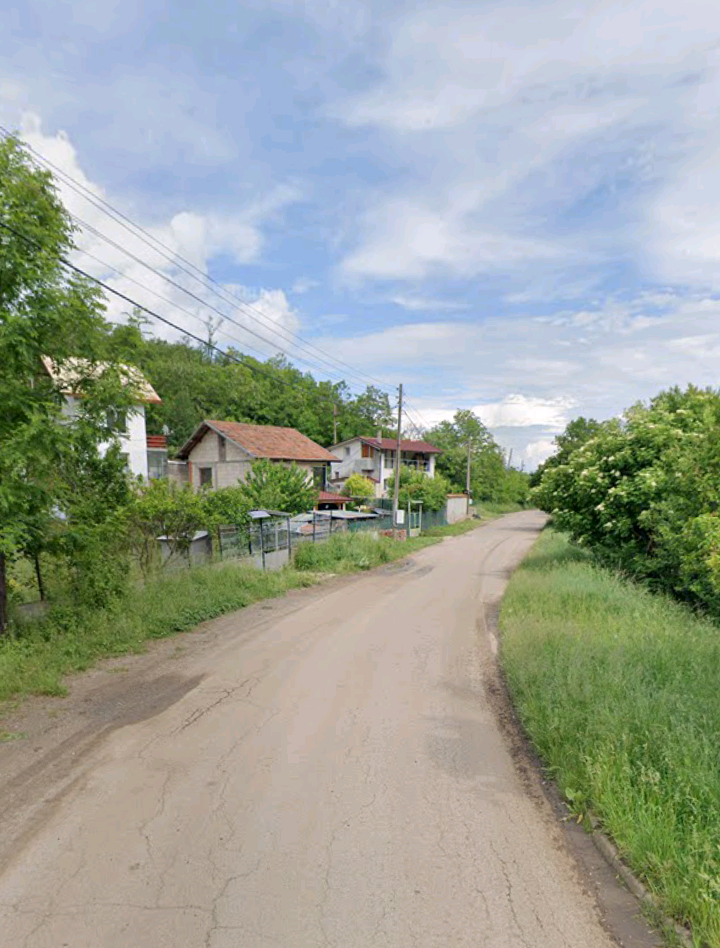
Bréznichki izvor : la rue principale
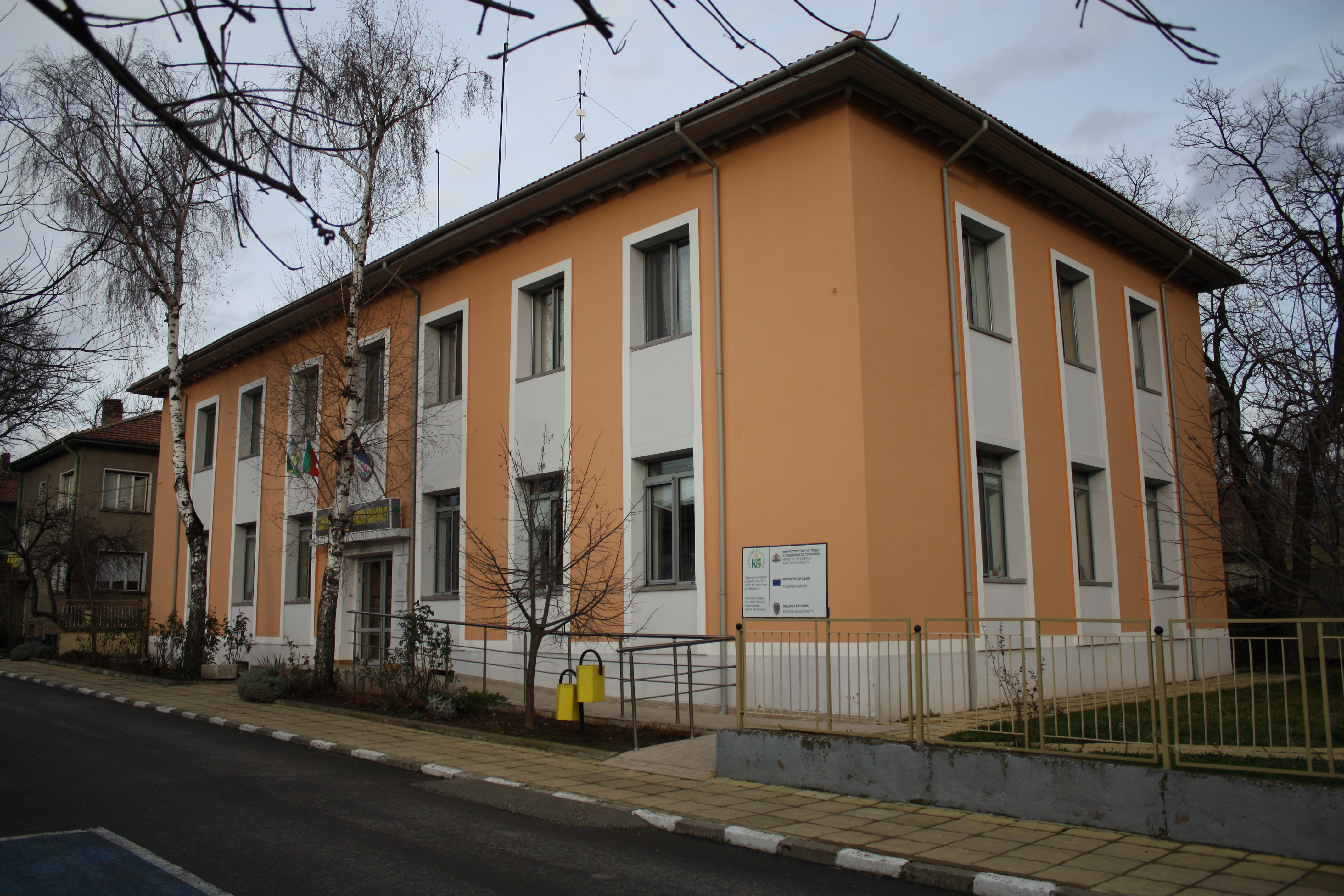
Bréznik : la mairie
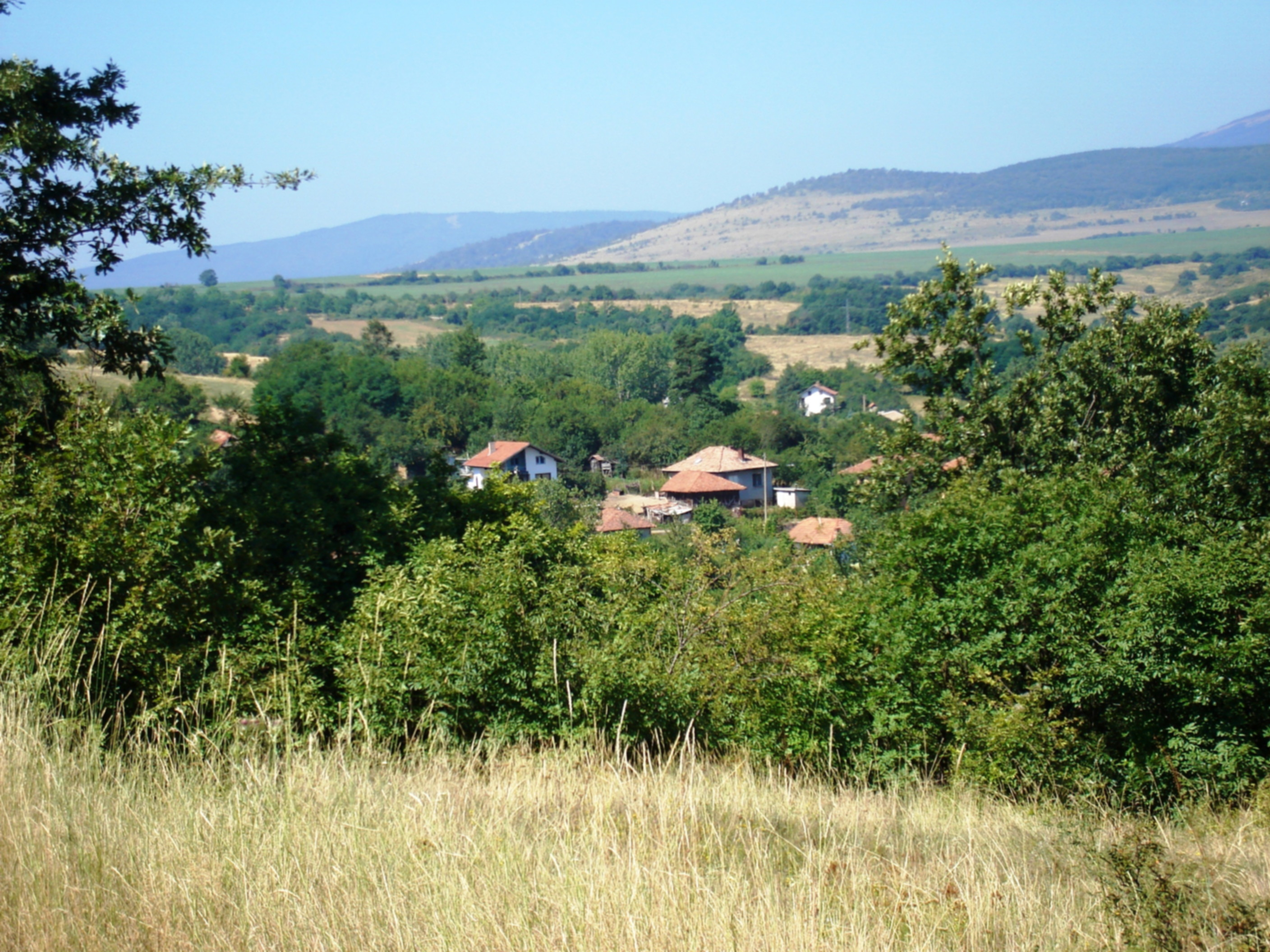
Guiguintsi : le village et ses environs
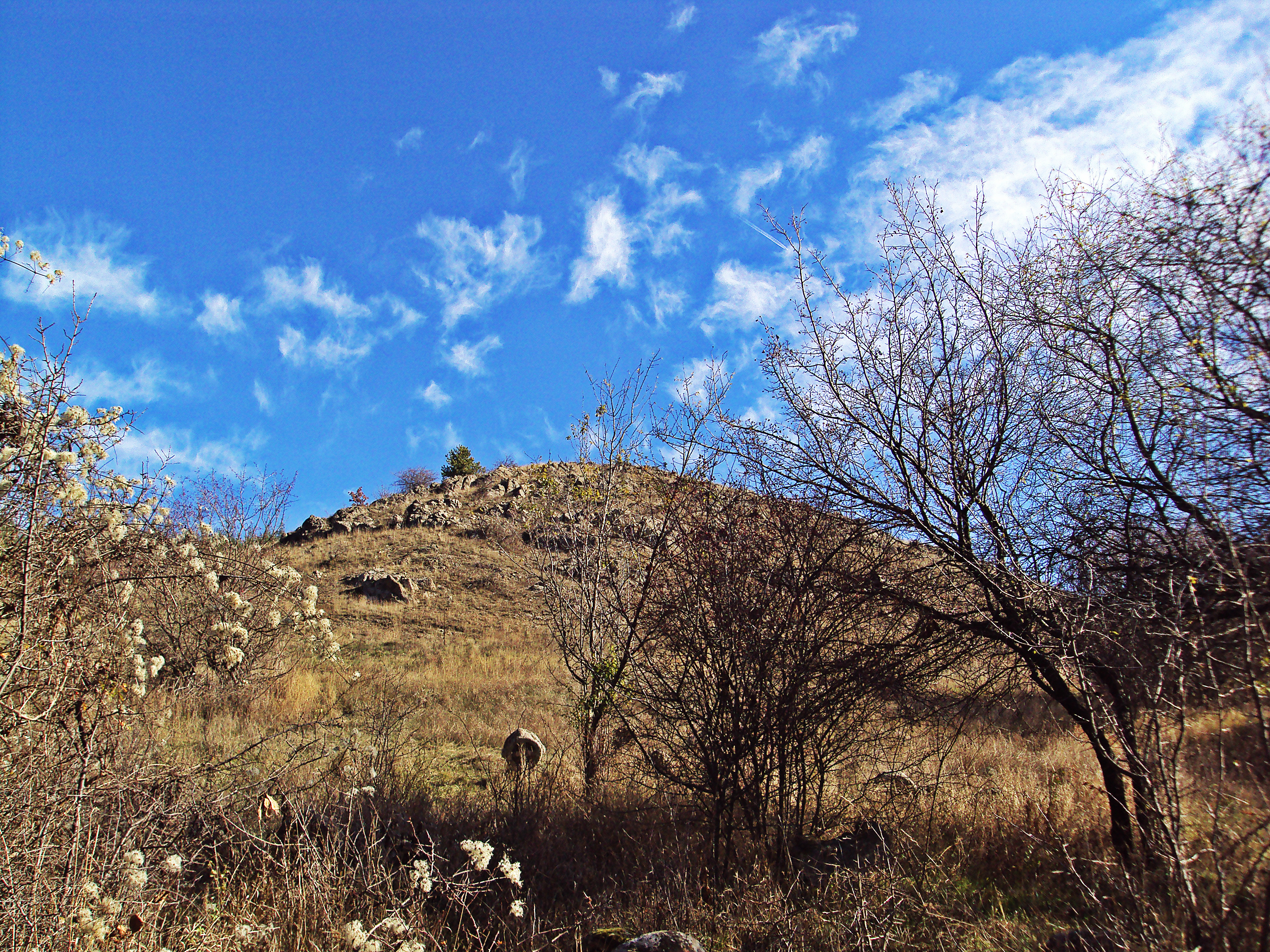
Grlo : l'ancien cimetière chrétien
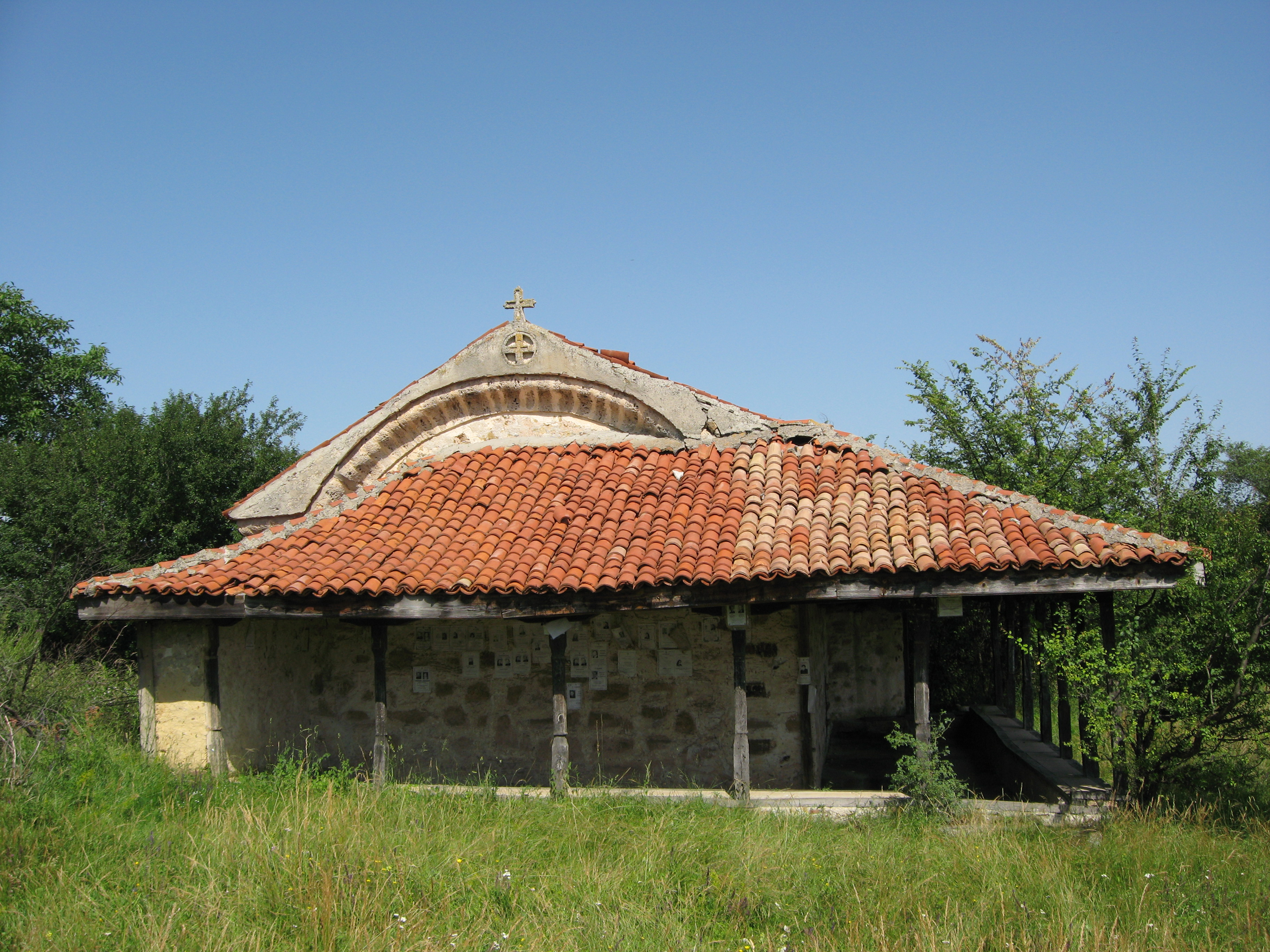
Réjeantsi : l'église Saint-Elie
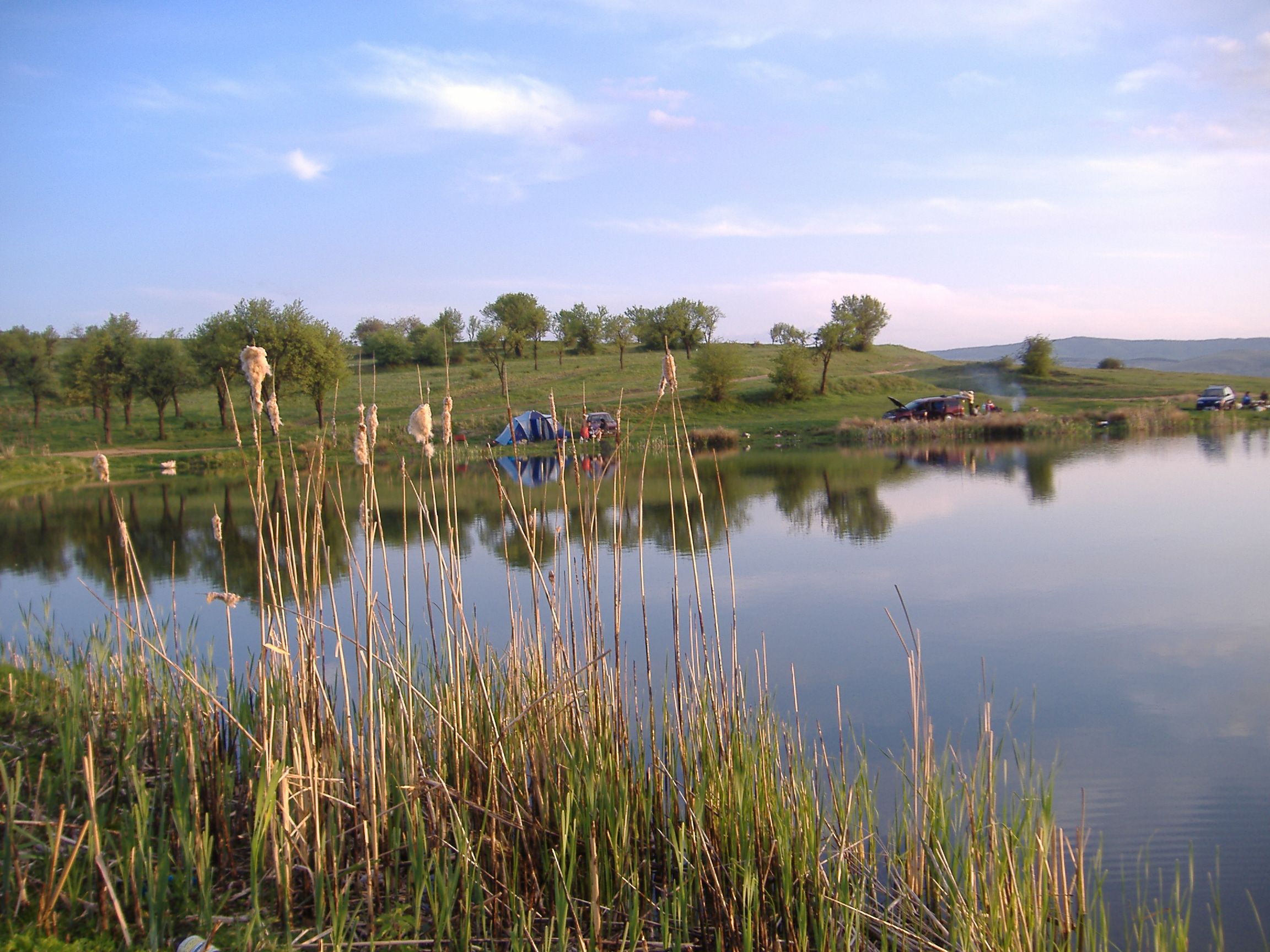
Slakovtsi : le lac artificiel
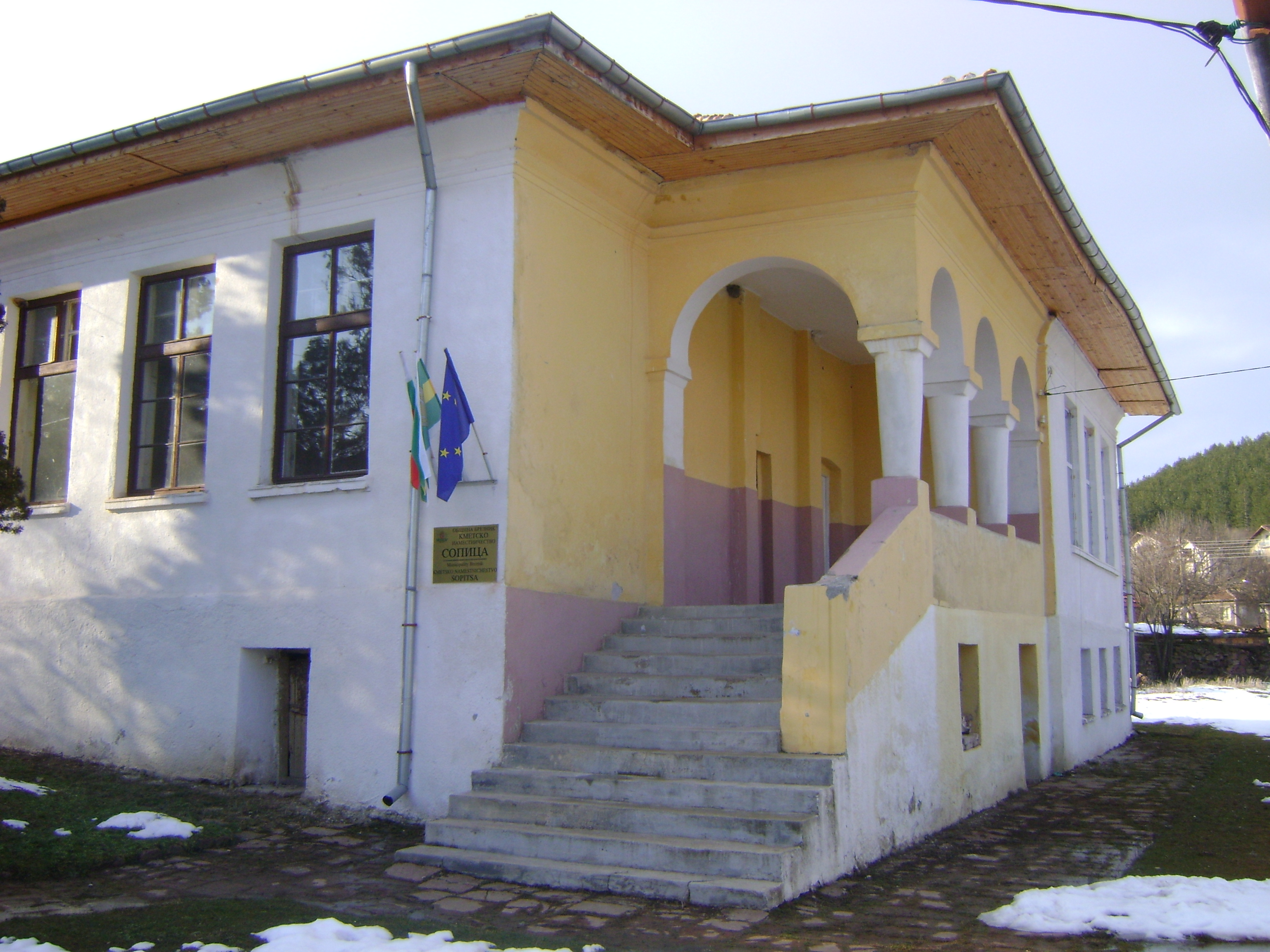
Sopitsa : l'ancienne école
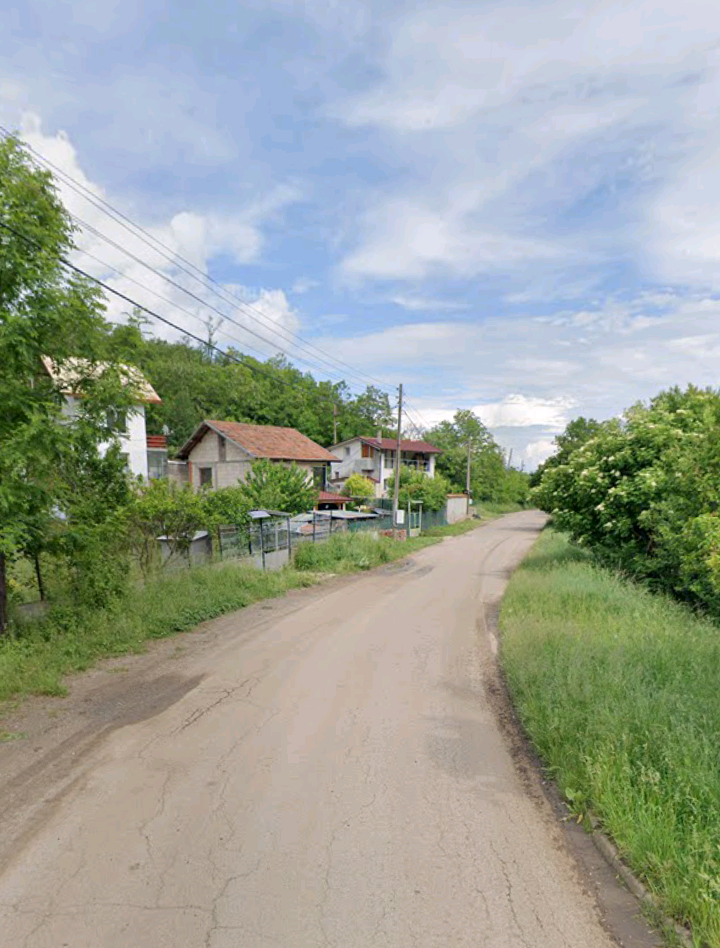
Vélkovtsi : le village